# Crystal Lawns (Illinois)
Crystal Lawns es un lugar designado por el censo ubicado en el condado de Will en el estado estadounidense de Illinois. En el Censo de 2010 tenía una población de 1872 habitantes y una densidad poblacional de 1.149,1 personas por km².

## Geografía
Crystal Lawns se encuentra ubicado en las coordenadas 41°34′7″N 88°9′50″O / 41.56861, -88.16389. Según la Oficina del Censo de los Estados Unidos, Crystal Lawns tiene una superficie total de 1.63 km², de la cual 1.63 km² corresponden a tierra firme y (0%) 0 km² es agua.

## Demografía
Según el censo de 2010, había 1872 personas residiendo en Crystal Lawns. La densidad de población era de 1.149,1 hab./km². De los 1872 habitantes, Crystal Lawns estaba compuesto por el 92.36% blancos, el 1.01% eran afroamericanos, el 0.32% eran amerindios, el 0.59% eran asiáticos, el 0% eran isleños del Pacífico, el 4.06% eran de otras razas y el 1.66% pertenecían a dos o más razas. Del total de la población el 10.84% eran hispanos o latinos de cualquier raza.